# Teram Kangri
Teram Kangri (chiń. 特拉木坎力; pinyin Tèlāmùkǎnlì) – masyw w łańcuchu Siachen Muztagh, który jest częścią Karakorum. W masywie tym znajduje się najwyższy szczyt Siachen Muztagh – Teram Kangri I. Masyw leży na kwestionowanej granicy między Indiami a Chinami. Prawa do tych terenów rości sobie także Pakistan.
Szczyty masywu:
- Teram Kangri I - 7462 m,
- Teram Kangri II - 7407 m,
- Teram Kangri III - 7382 m.

Pierwszego wejścia na Teram Kangri I dokonali członkowie japońskiej ekspedycji prowadzonej przez H. Katayamę: K. Kodaka i Y. Kobayashi. 13 sierpnia zdobyli także Teram Kangri II. Teram Kangri III po raz pierwszy zdobyli M. Kudo, J. Kurotaki i M. Oka w 1979 r.